# Archibald Drummond
Pour les articles homonymes, voir Drummond.
Pas d'image ? Cliquez ici

a Compétitions nationales et continentales officielles uniquement.

b Matchs officiels uniquement.
Archibald Hugh Drummond, né le 2 avril 1915 à Glasgow (Écosse) et mort le 16 septembre 1990, est un joueur de rugby à XV qui a évolué au poste d'ailier pour l'équipe d'Écosse en 1938.

## Carrière
Archibald Drummond évolue en club avec Manchester. Il obtient sa première cape internationale à l'âge de 22 ans le 5 février 1938 à l'occasion d'un match contre l'équipe du pays de Galles. Il inscrit un essai et une pénalité lors du match gagné contre l'équipe d'Irlande en 1938. L'équipe d'Écosse remporte la triple couronne cette année-là. Archibald Drummond connaît sa dernière cape internationale à l'âge de 22 ans le 26 février 1938 à l'occasion du match contre l'équipe d'Irlande.

## Statistiques en équipe nationale
- 2 sélections avec l'équipe d'Écosse
- 6 points (1 essai, 1 pénalité)
- Sélections par année : 2 en 1938.
- Tournoi britannique de rugby à XV disputé : 1938.